# Dub v Želenicích
Dub v Želenicích je památný strom v obci Želenice, která se nalézá 6 km jihovýchodně od Slaného v okrese Kladno. Dub letní (Quercus robur) roste ve vesnici, po severní straně jediné zdejší průjezdní silnice, zhruba 110 metrů jihozápadně od kostela sv. Jakuba. Terén se v těchto místech prudce sklání k severu až severozápadu; u paty dubu, vzdáleného od silnice jen asi 15 metrů, se nachází ve výšce 310 metrů nad mořem, přes tři metry pod úrovní silničního náspu.
Dub požívá ochrany od roku 2009 pro svůj ojedinělý vzrůst a estetickou hodnotu. Jeho výška v době vyhlášení dosahovala přibližně 15 metrů, měřený obvod kmene 290 centimetrů. V terénu je dub označen tabulí „Památný strom“ s malým státním znakem, upevněnou na dřevěném sloupku v jeho jižním sousedství.

## Fotogalerie

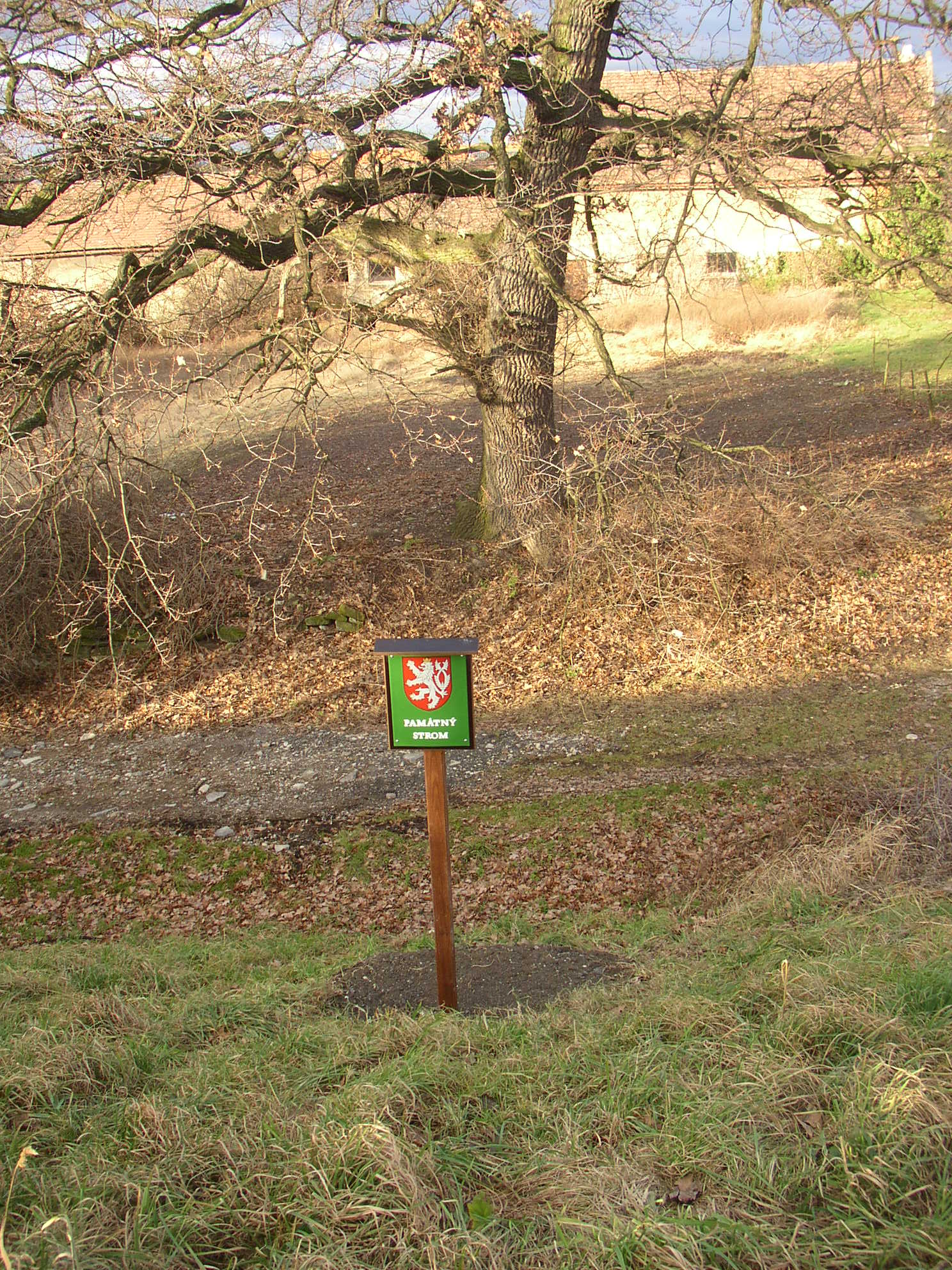
Pohled zblízka se silnice
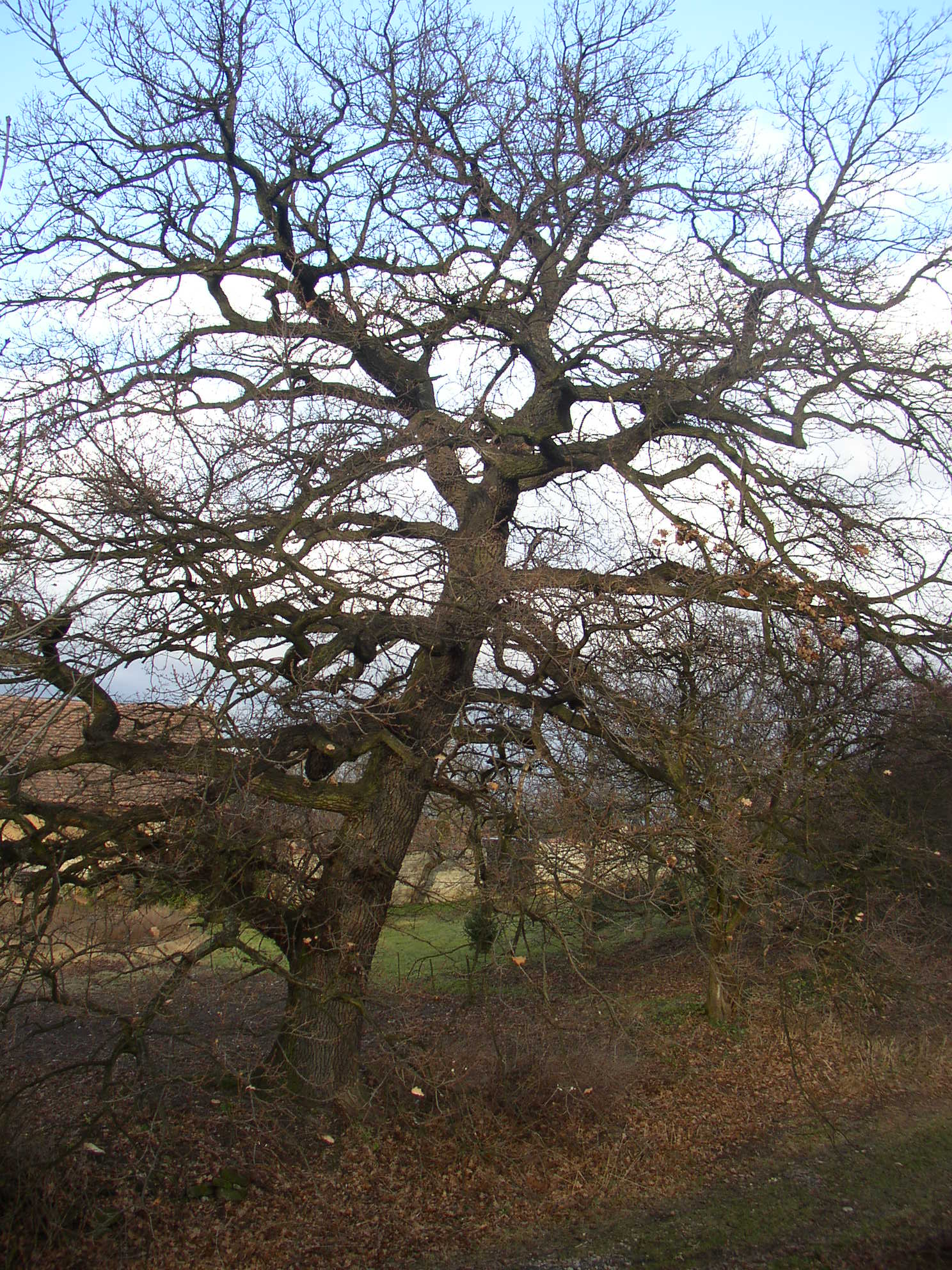
Dub z jz. strany
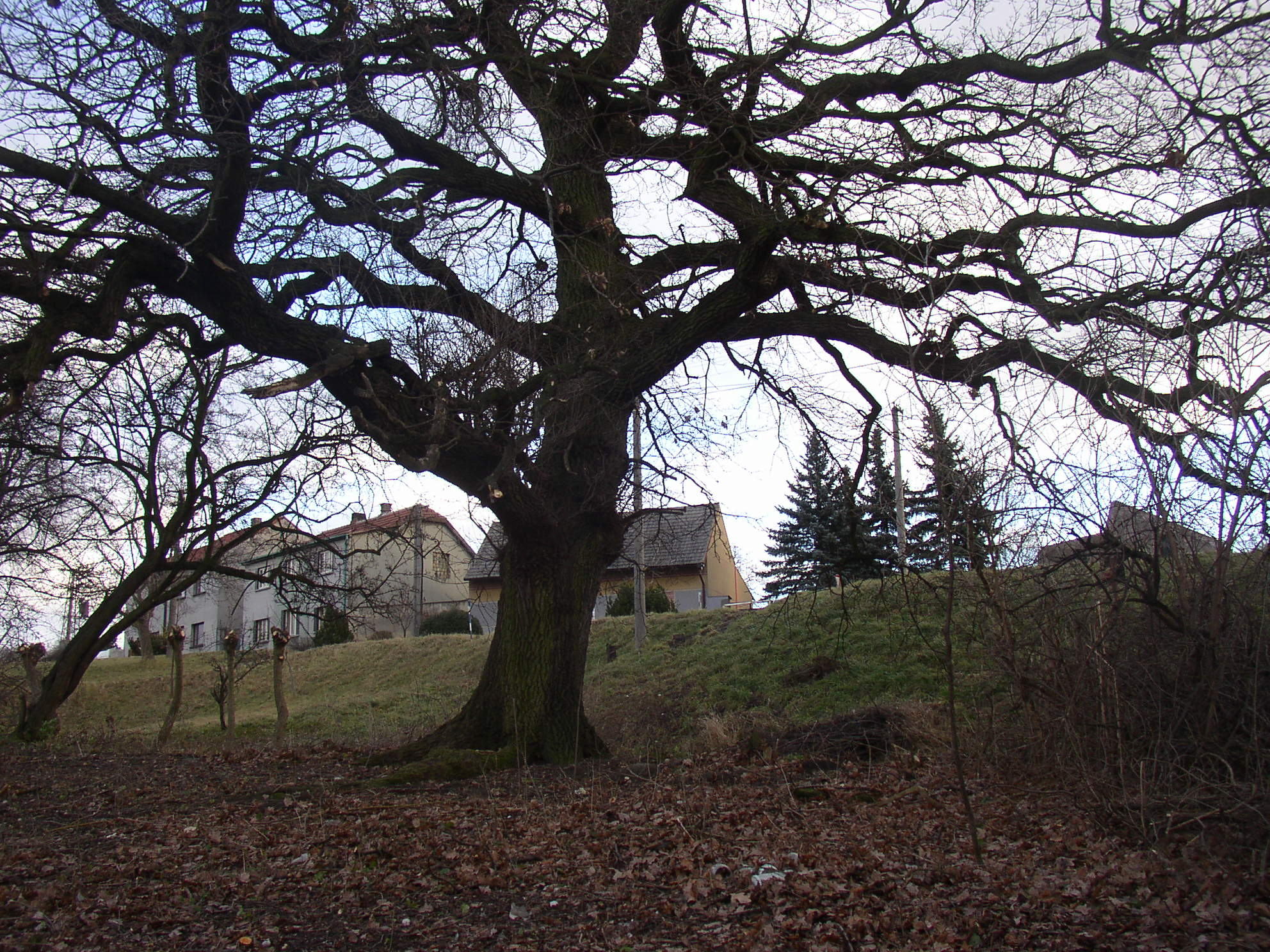
Pohled od sz.
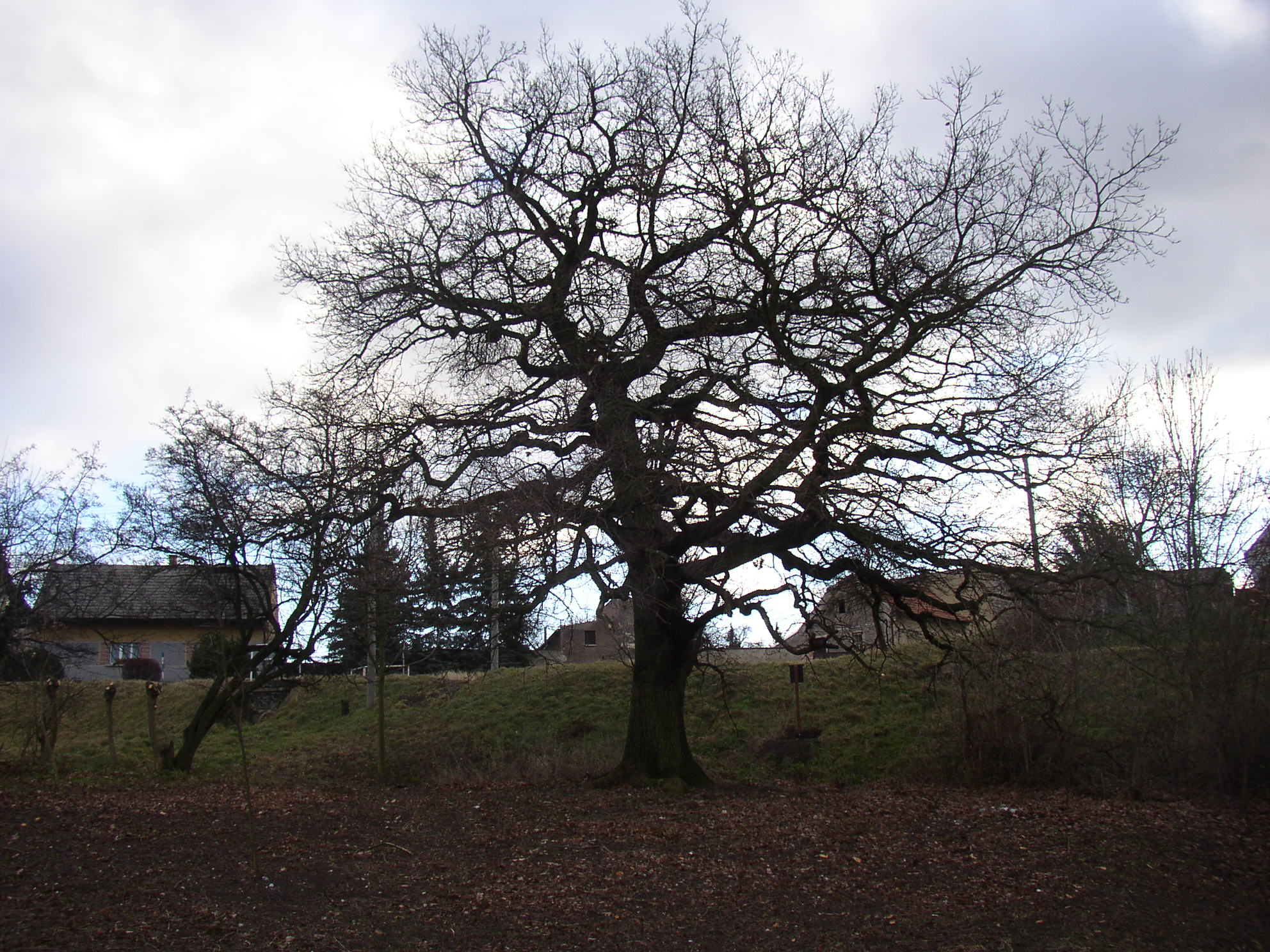
Celkový pohled od severu

## Památné a významné stromy vokolí
- Dub na Zadních Lužích (4,4 km sz.)
- Dub u Blevického rybníka (5,7 km v.)
- Dub u Čížků (4,2 km jz.)
- Dub v Podlešíně (1,2 km s.)
- Dubová alej u Blevic (5,6 km v.)
- Jasan v Třebusicích (1,8 km jv.)
- Lípa malolistá v Želenicích (250 m ssv., na dolním konci návsi)
- Lípa velkolistá v Želenicích (180 m s., uprostřed návsi)
- Lípa u Vítova (5,2 km ssz.)
- Podlešínská lípa (1,1 km ssz.)
- Vrapický dub (5,0 km j.)
- † Žižická lípa (3,3 km s.)